# اولاد صباح
اولاد صباح (به فرانسوی: Ouled Cebbah) یک منطقهٔ مسکونی در مراکش است که در استان برشید واقع شده‌است. اولاد صباح ۷٬۶۰۶ نفر جمعیت دارد.